# Carretera de Nebraska 137
La Carretera de Nebraska 137, y abreviada NE 137 (en inglés: Nebraska Highway 137) es una carretera estatal estadounidense ubicada en el estado de Nebraska. La carretera inicia en el Sur desde la US 20  en Newport hacia el Norte en la SD 47  en la frontera de Dakota del Sur. La carretera tiene una longitud de 47,9 km (29.74 mi).

## Mantenimiento
Al igual que las autopistas interestatales, y las rutas federales y el resto de carreteras estatales, la Carretera de Nebraska 137 es administrada y mantenida por el Departamento de Carreteras de Nebraska por sus siglas en inglés NDOR.

## Cruces
La Carretera de Nebraska 137 es atravesada principalmente por la  NE 12  este de Burton.